# FIFA Fair Play Award
Il FIFA Fair Play Award è un riconoscimento assegnato dalla FIFA a persone o enti legati al mondo del calcio che si rendono protagonisti, all'interno di esso, di comportamenti ispirati al fair play, cioè ai valori di lealtà e correttezza sportiva. È assegnato annualmente a partire dal 1987, con la sola eccezione del 1994.

## Vincitori
| Anno | Vincitore | Motivazione |
| ---- | --- | --- |
| 1987 | Tifosi del Dundee United Football Club                                                                                | Per il loro comportamento al termine della finale di ritorno della Coppa UEFA 1986-1987. I tifosi scozzesi andarono a festeggiare assieme ai tifosi vincitori del Göteborg. |
| 1988 | Frank Ordenewitz | Il giocatore del Werder Brema ammise di aver commesso un fallo di mano in area di rigore che non fu notato dall'arbitro nel match contro il Colonia di Bundesliga 1987-1988. Ordenewitz spiegò che avrebbe fatto la stessa cosa nuovamente in quanto questo gesto era in linea con la sua concezione di sportività. |
| 1988 | Spettatori al torneo di Calcio dei XXIV Giochi Olimpici                                                               | Per il loro comportamento sportivo e composto. |
| 1989 | Tifosi di Trinidad e Tobago                                                                                           | Per il loro comportamento al termine della sconfitta contro gli USA: un pareggio nell'ultima giornata del Campionato CONCACAF 1989 avrebbe significato una storica qualificazione ai mondiali di Italia 90. |
| 1990 | Gary Lineker | Per i suoi 15 anni da calciatore professionista senza mai ricevere ammonizioni o espulsioni. |
| 1991 | Federazione calcistica della Spagna                                                                                   | Per il modo in cui tutte le componenti sono state coinvolte in attività di promozione del fair play. |
| 1991 | Jorginho | Per l'esempio dato in campo e fuori dal campo durante la sua carriera. |
| 1992 | Federazione calcistica del Belgio                                                                                     | Per aver promosso la campagna di fair play "Football in Peace" e per aver sostenuto il progetto benefico "Casa Hogar" a Toluca, in Messico. |
| 1993 | Nándor Hidegkuti | Per l'esempio dato come giocatore e come allenatore durante la sua carriera. |
| 1993 | Federazione calcistica dello Zambia                                                                                   | In memoria dei 18 giocatori della Nazionale di calcio dello Zambia, e del relativo staff, deceduti in un incidente aereo nel 1993 e per il conseguente sforzo per ricostruire da zero la nazionale, la quale successivamente andò vicinissima a qualificarsi per USA 94.                                            |
| 1994 | Non assegnato | |
| 1995 | Jacques Glassmann | Per aver denunciato, nel periodo di militanza al Valenciennes un tentativo di corruzione fatto a lui e ai suoi due compagni di squadra, Christophe Robert e Jorge Burruchaga, dal giocatore marsigliese Jean-Jacques Eydelie (compagno di squadra nel 1987-1988 al Tours) e dal dirigente Jean-Pierre Bernès.       |
| 1996 | George Weah | Per aver dimostrato amore per il gioco del calcio e aver lanciato messaggi di fair play al numero più grande possibile di persone. |
| 1997 | Tifosi dell'Irlanda                                                                                                   | Per i loro comportamenti esemplari prima delle partite, specialmente in quella contro il Belgio negli spareggi di qualificazione al Mondiale di Francia 1998. |
| 1997 | Jozef Zovinec | Per i suoi 60 anni di calcio a livello amatoriale senza mai ricevere un cartellino né giallo né rosso. |
| 1997 | Julie Foudy | Per i suoi sforzi contro lo sfruttamento del lavoro minorile. |
| 1998 | Federazione calcistica degli Stati Uniti d'America                                                                    | Per la sportività dei rispettivi paesi durante il Campionato mondiale di calcio 1998 in cui le due nazionali si sono sfidate, nonostante le tensioni politiche in quel periodo. |
| 1998 | Federazione calcistica dell'Iran                                                                                      | Per la sportività dei rispettivi paesi durante il Campionato mondiale di calcio 1998 in cui le due nazionali si sono sfidate, nonostante le tensioni politiche in quel periodo. |
| 1998 | Federazione calcistica dell'Irlanda del Nord                                                                          | Per aver cercato di avvicinare la comunità cattolica e quella protestante con una partita a Belfast tra Cliftonville e Linfield. |
| 1999 | Comunità calcistica della Nuova Zelanda                                                                               | Per essersi impegnata a rendere il Campionato mondiale di calcio Under-17 1999 un successo. |
| 2000 | Lucas Radebe | Per il suo lavoro contro il razzismo. |
| 2001 | Paolo Di Canio | Ai tempi del West Ham, per aver volontariamente preso il pallone con le mani interrompendo l'azione in quanto il portiere avversario Paul Gerrard dell'Everton, a cui aveva la possibilità di segnare una rete, era a terra infortunato.                                                                            |
| 2002 | Comunità calcistica del Giappone                                                                                      | Per aver dimostrato spirito di fratellanza e sportività nell'organizzazione del Campionato mondiale di calcio 2002 |
| 2002 | Comunità calcistica della Corea del Sud                                                                               | Per aver dimostrato spirito di fratellanza e sportività nell'organizzazione del Campionato mondiale di calcio 2002 |
| 2003 | Tifosi del Celtic Football Club                                                                                       | Per il loro comportamento esemplare al termine della sconfitta nella finale di Coppa UEFA 2002-2003 |
| 2004 | Federazione calcistica del Brasile                                                                                    | Come riconoscimento per l'incontro benefico tra Brasile e Haiti, in cui i biglietti sono stati offerti in cambio delle pistole. |
| 2005 | Comunità calcistica di Iquitos                                                                                        | Per il loro pieno sostegno nell'organizzazione del Campionato mondiale di calcio Under-17 2005, per il loro comportamento esemplare verso tutte le squadre partecipanti e il loro incredibile contributo al calcio.                                                                                                 |
| 2006 | Tifosi del mondiale 2006                                                                                              | In riconoscimento del sostegno del club per le cause umanitarie e programmi di sviluppo a favore dei bambini di tutto il mondo. |
| 2007 | Futbol Club Barcelona                                                                                                 | Per aver rifiutato sponsorizzazioni sulla maglia e aver promosso invece il marchio di UNICEF. |
| 2008 | Federazione calcistica della Turchia                                                                                  | Per aver rispettivamente incoraggiato i propri Paesi al dialogo, in quanto ufficialmente non esistevano relazioni internazionali tra essi. |
| 2008 | Federazione calcistica dell'Armenia                                                                                   | Per aver rispettivamente incoraggiato i propri Paesi al dialogo, in quanto ufficialmente non esistevano relazioni internazionali tra essi. |
| 2009 | Bobby Robson | Insignito postumo per le "qualità signorili che mostrò durante tutta la sua carriera da giocatore e da allenatore" |
| 2010 | Nazionale Under-17 di calcio femminile di Haiti                                                                       | Per essere andati avanti coraggiosamente "nonostante il peggior tipo di sofferenza, perdita e dolore dopo il devastante Terremoto di Haiti del 2010" |
| 2011 | Federazione calcistica del Giappone                                                                                   | Per aver dovuto sopportare i molti disagi a seguito del terremoto che ha colpito il proprio paese nel marzo 2011, durante il quale molte persone hanno perso la vita. La squadra ha dimostrato grande coraggio nell'arrivare alla finale di Coppa del Mondo femminile del 2011.                                     |
| 2012 | Federazione calcistica dell'Uzbekistan                                                                                | Per il fair play mostrato dalle squadre nazionali uzbeke e dalle squadre di club locali che hanno partecipato alle competizioni della confederazione asiatica. |
| 2013 | Federazione calcistica dell'Afghanistan                                                                               | Per "la dedizione e il duro lavoro per sviluppare il calcio a livello di base" e "per aver costruito le basi per il gioco, organizzando un campionato nazionale in mezzo alla violenza e alla distruzione". |
| 2014 | Volontari che lavorano alle competizioni FIFA                                                                         | Per "aver speso il loro tempo e la loro energia per aiutare la FIFA ad organizzare la miglior Coppa del Mondo possibile. Essi portano entusiasmo e calore e rendono speciale ogni torneo. Senza queste persone la FIFA non sarebbe stata capace di organizzare i suoi eventi in tutto il mondo".                    |
| 2015 | Gerald Asamoah e a tutte le organizzazioni e i club calcistici di tutto il mondo che lavorano per aiutare i rifugiati | Per aver offerto supporto ai rifugiati di guerra. |
| 2016 | Atlético Nacional | Per la richiesta fatta alla CONMEBOL di premiare la Chapecoense con la Coppa Sudamericana 2016 dopo il disastro aereo |
| 2017 | Francis Koné | Per aver salvato la vita di un avversario prestandogli il primo soccorso in campo dopo uno scontro di gioco. |
| 2018 | Lennart Thy | Per aver saltato una partita di Eredivisie per donare cellule staminali ad un paziente con la leucemia. |
| 2019 | Marcelo Bielsa e il Leeds Utd                                                                                         | Per aver lasciato segnare gli avversari dopo aver realizzato un gol con un calciatore a terra. |
| 2020 | Mattia Agnese | Per aver soccorso un avversario dopo uno scontro di gioco, che aveva perso conoscenza praticandogli la respirazione bocca a bocca salvandogli la vita. |
| 2021 | Simon Kjær e relativo staff medico                                                                                    | Per aver salvato la vita del centrocampista Christian Eriksen prestandogli il primo soccorso in campo dopo un arresto cardiaco. |
| 2022 | Luka Lochoshvili | Per aver soccorso il centrocampista Georg Teigl, che aveva perso conoscenza dopo uno scontro di gioco con un avversario, salvandogli la vita. |
| 2023 | Nazionale di calcio del Brasile                                                                                       | Per aver indossato una maglia tutta nera nell'amichevole contro la Guinea nel giugno 2023, come gesto di anti-razzismo. |
| 2024 | Thiago Maia | Per i suoi sforzi nell'aiutare la popolazione durante l'alluvione in Brasile di maggio 2024. |